# CD Málaga
Der Club Deportivo Málaga war ein spanischer Fußballverein aus der andalusischen Großstadt Málaga. Der 1904 gegründete Klub spielte fast 50 Jahre lang im spanischen Profifußball, ehe er 1992 aufgelöst wurde.

## Geschichte

### Der Weg zu CD Málaga
Bereits im Jahre 1904 wurde der Málaga Foot-Ball Club gegründet. Im Jahre 1912 entstadt der Stadtrivale FC Malagueño. Durch die Patenschaft von König Alfons XIII. entschloss sich der Málaga Foot-Ball Club zu einer Umbenennung in Real Málaga FC. In der Saison 1929/30 wurden die beiden rivalisierenden Clubs Gründungsmitglieder der Tercera División. Anfang der 30er Jahre nannte sich Real Málaga FC erneut um. Der neue Name war nun Málaga Sports Club. 1933 schlossen sich Málaga Sports Club und FC Malagueño zum Club Deportivo Malacitano zusammen. In der Saison 1934/35 debütierte diese neue Mannschaft in der von 10 auf 24 Mannschaften erweiterten Segunda División. Im Jahre 1941 folgte die letzte Namensänderung, da nach dem Spanischen Bürgerkrieg vom Franco-Regime ausländische Bestandteile in allen Sportvereinen und deren Namen verboten wurden. Der Club hieß fortan Club Deportivo Málaga.

### Auflösung und Málaga CF
Nach dem Ende der Ära von CD Málaga übernahm dessen Reservemannschaft Club Atlético Malagueño unter dem neuen Namen Málaga CF die Tradition der ersten Mannschaft und führt diese seit 1993 erfolgreich fort.

## Trofeo Costa del Sol
Von 1961 bis 1983 organisierte der CD Málaga ein eigenes Turnier, das jedes Jahr im Sommer stattfand. Das Turnier hatte den Namen Trofeo Costa del Sol. CD Málaga konnte diesen Wettbewerb selbst drei Mal gewinnen – je einmal gegen den spanischen Rekordmeister Real Madrid, die Jugoslawen von Roter Stern Belgrad und das englische Team Derby County. Nach zwanzigjähriger Pause führte die Nachfolgemannschaft von CD Málaga, Málaga CF, seit 2003 die Tradition dieses Turnieres weiter.

## Stadion
CD Málaga spielte im Estadio La Rosaleda, welches eine Kapazität von 28.963 Zuschauern hat. Das Stadion wurde 1941 gegründet. Das Spielfeld misst 105 Meter × 68 Meter.

## Clubdaten
- Spielzeiten Liga 1: 20
- Spielzeiten Liga 2: 31
- Spielzeiten Liga 2B: 0
- Spielzeiten Liga 3: 9

## Erfolge
- Meister Segunda División (3): 1951/1952, 1966/1967, 1987/1988
- Trofeo Costa del Sol (3): 1963, 1971, 1974
- Trofeo Ciudad de la Línea (1): 1976

## Trainer
- Ricardo Zamora (1949–1951)
- Domènec Balmanya (1964–1965)
- László Kubala (1987–1988)

## Spieler
- Esteban Vigo
- Jesús Garay
- Juanito
- Gustavo Matosas
- Raúl Castronovo
- John Lauridsen
- Luka Bonačić